# Frightmare (film 1983)
Frightmare è un film del 1983 diretto da Norman Thaddeus Vane ed interpretato da Ferdy Mayne, Luca Bercovici, Jennifer Starrett, Nita Talbot, Barbara Pilavin e Jeffrey Combs al suo debutto in un film horror.

## Produzione
Inizialmente noto col titolo The Horror Star, il film venne girato nel 1981 ma venne distribuito nei cinema statunitensi dalla Saturn International solamente nel 1983.
Christopher Lee venne inizialmente considerato per il ruolo di Conrad Radzoff.
Il direttore della fotografia Joel King voleva originariamente girare questo film in bianco e nero, con l'unico colore rosso per il sangue. King rischiò poi di essere licenziato durante la prima settimana di riprese, perché impiegò troppo tempo per illuminare le scene.
Alcuni dei cimeli del film horror visti nel film sono stati forniti da Forrest J Ackerman.

## Distribuzione
Diverse fonti, incluso il distributore di home video Vinegar Syndrome, indicano come anno di uscita del film il 1981. Altre fonti indicano come anno di uscita il 1982, e altre ancora il 1983.

### Home media
Frightmare è stato distribuito in VHS dalla Vestron Video. Nel maggio 2005, è stato distribuito in DVD dalla Troma Entertainment. Il 20 ottobre 2015, il film è stato distribuito in DVD e Blu-ray dalla Vinegar Syndrome e successivamente dai distributori britannici 88 Films.

## Accoglienza

### Critica
Una recensione contemporanea su Variety ha definito Frightmare una "parodia horror fuorviante." Bill Gibron di DVD Talk si è riferito ad esso come "un pasticcio monotono, reso ancora meno memorabile dalla mancanza di qualcosa che assomigli da vicino a un film, come personaggi, trama o scopo." Ha concluso che il film è "troppo lento e cupo per un pubblico macabro moderno, e la sua premessa presumibilmente ingegnosa impallidisce in confronto a coloro che in seguito si sarebbero davvero agitati con la dinamica dei film dell'orrore." Nel suo libro The Essential Monster Movie Guide, lo scrittore Stephen Jones ha definito il film un "piacevole thriller horror a basso budget." Meagan Navarro di Bloody Disgusting ha scritto che il film "ha alcune sequenze di morte piuttosto grandiose" e lo ha definito uno "slasher anni '80 che incontra l'horror gotico, ma completamente strano."

## Citazioni cinematografiche
- In una scena del film un personaggio indossa la maschera della moglie di Frankenstein del film La moglie di Frankenstein.
- Nel film sono mostrati i poster dei film Queen of Blood (1966), Per favore, non mordermi sul collo! (1967), Vampire Story (1971), Kobra (1973), The Rocky Horror Picture Show (1975), Le colline hanno gli occhi (1977) e Zombi 2 (1979).
- In una scena del film degli adolescenti fanno festa con un cadavere come in L'assedio dei morti viventi (1972).
- Le scene del film che dovrebbero mostrare il periodo d'oro di Radzoff sono in realtà spezzoni in bianco e nero del film Tempi duri per i vampiri (1959).

## Riconoscimenti
- 1983 - Avoriaz Fantastic Film Festival
  - Candidatura al Gran Premio